# Colusa (Kalifornien)
Colusa ist der County Seat des gleichnamigen Colusa County im US-Bundesstaat Kalifornien mit 6411 Einwohnern (Stand: 2020).

## Bevölkerung
Im Jahr 2019 betrug die Einwohnerzahl 6.060, was einem Zuwachs von mehr als 11 % gegenüber dem Jahr 2000 mit 5402 Einwohnern entspricht. Das Durchschnittseinkommen eines Haushalts betrug $ 41.726, pro Kopf durchschnittlich $ 21.770. Letzteres ist ein Rückgang von etwa neun Prozent. Die Armutsquote wird mit 17,0 % angegeben. 58,3 % der Einwohner Colusas sind hispanischer Herkunft, 36,7 % Weiße nicht-hispanischer Herkunft.

## Geschichte
Der Name Colusas leitet sich von der Falschschreibung eines westlich des Sacramento River lebenden Indianerstammes, der Coru ab. Es war ein friedlicher Stamm, der aber ausstarb. 1868 wurde Colusa offiziell zur Stadt.

## Colusa im Film
Außenaufnahmen des Films Das Mädchen Frankie von 1953 wurden in Colusa gedreht. Der 1970 gedrehte Film …tick… tick… tick… soll in Colusa spielen, obwohl im realen Colusa die Mehrheit nicht wie im Film afro-amerikanisch, sondern hispanisch ist.

## Söhne und Töchter
- Byron De La Beckwith (1920–2001), amerikanischer Rassist und Mörder

## Einzelnachweise

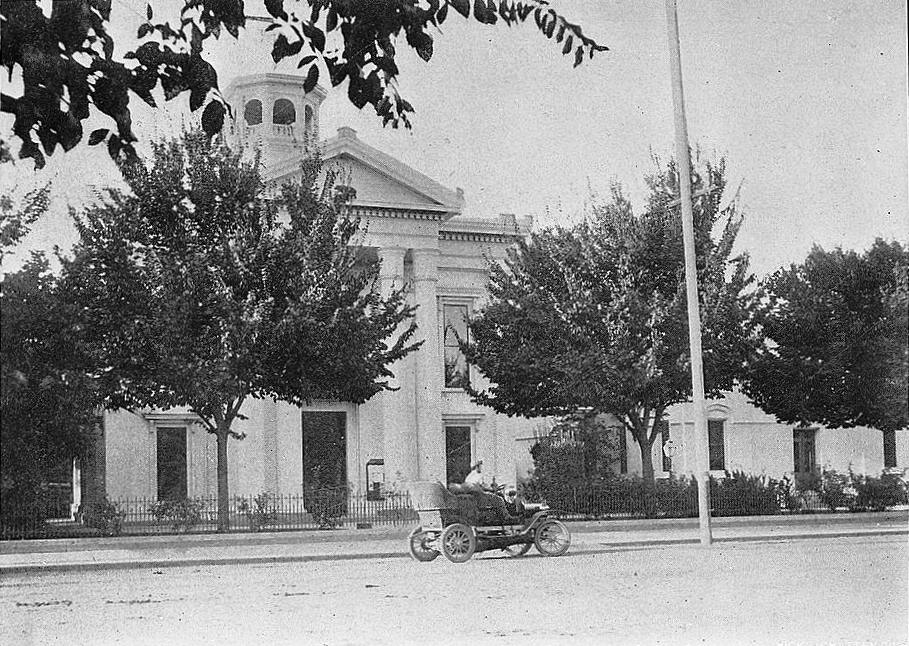
Colusa County Courthouse 1908